# بوريليا توريكاتية
بوريليا توريكاتية (بالإنجليزية: Borrelia turicatae)‏ هي نوع من البكتيريا، سلبية الغرام، تتبع البوريليا.